# Гистонацетилтрансфераза
Гистонацетилтрансфераза (англ. Histone acetyltransferases, HAT) — фермент (КФ 2.3.1.48), из семейства ацилтрансфераз (класс трансферазы), катализирующий реакцию переноса ацетильной группы CH3CO- (реакция ацетилирования) на остатки лизина в гистонах. Донором ацетильной группы является ацетилкофермент А, при этом образуется ε-N-ацетиллизин.

## Роль
Ацетилирование гистонов связано с активацией транскрипции ДНК. Гистонацетилтрансфераза связывается с эухроматином, когда к последнему присоединяется фактор транскрипции. Последующее ацетилирование лизинов гистонов снимает положительный заряд  аминогрупп лизинов на поверхности гистонов, что приводит к декомпактизации нуклеосом. В результате закрытая до этого ДНК становится доступной для ферментов, осуществляющих транскрипцию.